# Alexandre Franceschi
Alexandre Franceschi, né le 31 août 1975 à Saint-Avold en France, est un footballeur français qui joue au poste de défenseur.

## Biographie
Formé au sein du club CSO Amnéville en Moselle, le joueur dispute six saisons avec le club thermale avant de rejoindre l'US Vandœuvre en Meurthe-et-Moselle pour une saison. Après un retour de trois ans à Amnéville, il rejoint en 2004 le F91 Dudelange, alors en première division luxembourgeoise.
Avec Dudelange, le joueur remporte un total de cinq championnats de BGL Ligue ainsi que trois Coupes du Luxembourg.

## Palmarès
| CSO Amnéville (1) :                                  | F91 Dudelange (8) : |
| ---------------------------------------------------- | --- |
| - Division d'Honneur Régionale (1) - Champion : 2000 | - BGL Ligue (5) - Champion : 2005, 2006, 2007, 2008 et 2009 - Vice-champion : 2010 - Coupe du Luxembourg (3) - Vainqueur : 2006, 2007 et 2009 |